# 楠德兰
楠德兰（法語：Nandrin，法語發音：[nɑ̃dʁɛ̃]）是比利时瓦隆大区列日省于伊區的一个市镇，通行法语，是比利时法语社群的一部分，面积36.13平方千米，人口5,826人（2018年1月1日）。